# Mesochorus atriventris
Mesochorus atriventris är en stekelart som beskrevs av Cresson 1872. I den svenska databasen Dyntaxa används istället namnet Mesochorus sylvarum. Mesochorus atriventris ingår i släktet Mesochorus och familjen brokparasitsteklar. Arten är reproducerande i Sverige. Inga underarter finns listade i Catalogue of Life.